# St. Patrick (Toronto Subway)

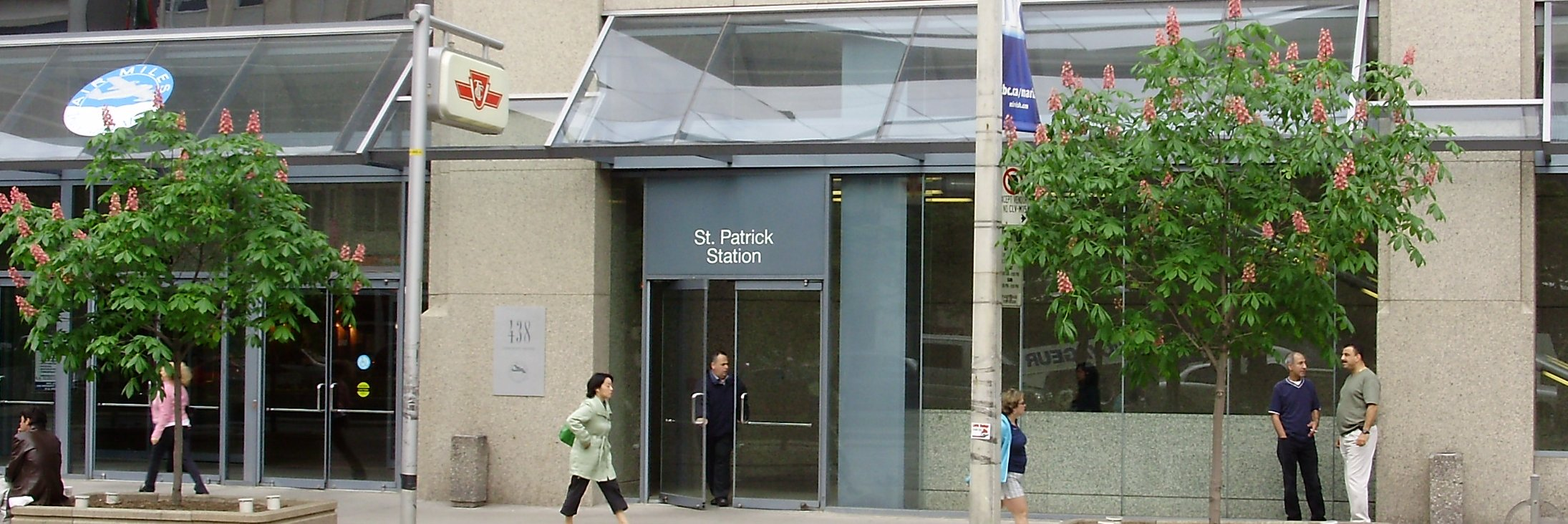
Eingang zur Station

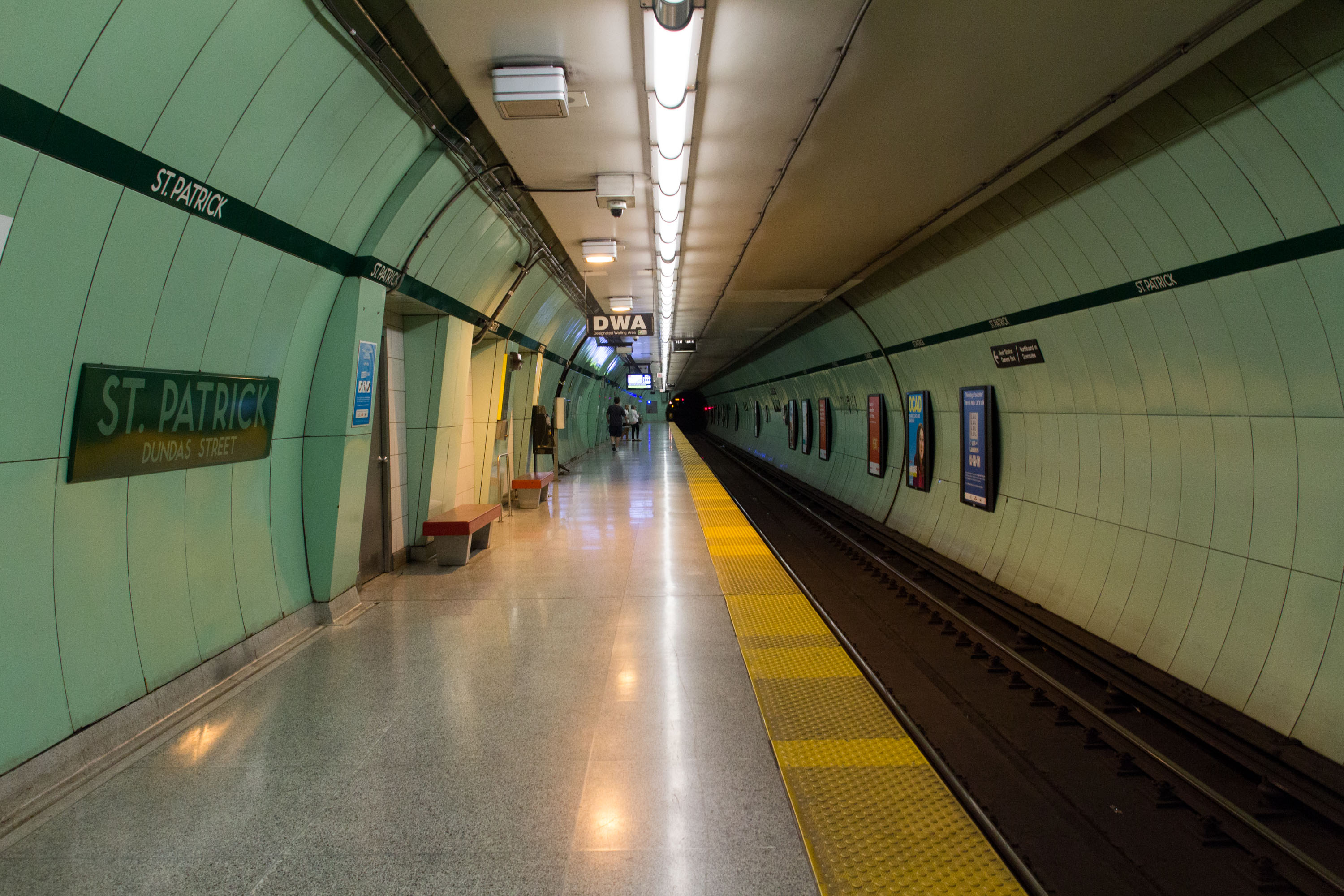
Blick auf den Bahnsteig

St. Patrick ist eine unterirdische U-Bahn-Station in Toronto. Sie liegt an der Yonge-University-Linie der Toronto Subway, an der Kreuzung von University Avenue und Dundas Street. Benannt ist sie nach der nahe gelegenen St. Patrick’s Church. Die Station besitzt einen Mittelbahnsteig und wird täglich von durchschnittlich 34.060 Fahrgästen genutzt (2018). In der Nähe befinden sich auch die Art Gallery of Ontario und das Ontario College of Art & Design. Es bestehen Umsteigemöglichkeiten zu einer Buslinie der Toronto Transit Commission sowie zur Straßenbahnlinie 505.
Die Eröffnung der Station erfolgte am 28. Februar 1963, zusammen mit dem Abschnitt Union – St. George. Seinen vollen Verkehrswert erreichte er allerdings erst drei Jahre später mit der Eröffnung der in St. George querenden Bloor-Danforth-Linie. Die Auslastung war in den ersten Jahren geringer als ursprünglich prognostiziert. Aus diesem Grund war der Betrieb vor allem an Wochenenden eingeschränkt; erst seit 1978 ist er auf der gesamten Strecke jederzeit durchgehend. Ab Ende 2017 nahm die TTC eine umfassende Renovierung vor, um die Station barrierefrei zu machen. Die Maßnahmen umfassten den Einbau zweier neuer Aufzüge, einen neuen Eingang von der Straße zur Verteilerebene und eine zusätzliche Verbindung von der Verteilerebene zum Bahnsteig. Am 4. Dezember 2018 waren die Arbeiten vollständig abgeschlossen.